# Persoonsgerichte aanpak
Persoonsgerichte aanpak (PGA) van overlastgevende of criminele personen wordt op de persoon of per groep afgesproken door Nederlandse overheidsinstanties of particuliere hulpverleningspartners. Deze spreken tevoren af hoe bepaalde personen uit een doelgroep worden aangepakt. Deze afspraken worden middels een convenant vastgelegd. Het doel is altijd het doen stoppen van crimineel of overlastgevend gedrag.
De personen die aan criteria voor persoonsgerichte aanpak voldoen krijgen in deze aanpak altijd eerst hulpverlening aangeboden. Pas na het weigeren van hulpverlening zal er gekozen worden voor een repressieve aanpak. Criteria voor de aanpak van doelgroepen wordt deels afgesproken, en deel wettelijk opgelegd. Hiervoor is een pakket maatregelen opgenomen in de wet, de zogenaamde ISD-wetgeving. Artikel 38 m t/m u van het Wetboek van Strafrecht maakt het mogelijk om zeer actieve veelplegers maximaal twee jaar van hun vrijheid te beroven door plaatsing in een Inrichting voor Stelselmatige Daders.